# Maximilian Nößler
Maximilian Nößler, zumeist Max Nößler genannt (* 13. Oktober 1860 in Auerbach/Vogtl.; † 21. April 1922 in Bremen), war ein deutscher Kaufmann und Konsul für Japan.

## Biografie
Nößler war der Sohn eines Buchdruckers aus Auerbach und später Reichenbach im Vogtland. Er besuchte bis 1876 die Realschule. Danach absolvierte er eine Lehre als Buchdrucker in Mittweida sowie als Buchhändler in Leipzig. Er besuchte dann eine Buchhändlerschule und war in der väterlichen Verlagsbuchhandlung in Leipzig tätig.
1887 folgte er seinem Bruder Eduard Nößler nach Bremen, der hier Chordirektor war. Max wurde Geschäftsführer der Verlagsbuchhandlung Heinsius in Bremen in der Faulenstraße. 1890 wurde er selbstständiger Verlagsbuchhändler an der Sögestraße und betrieb auch eine Buchdruckerei. 1895 zog das Unternehmen zum Domshof Nr. 17/18. Er heiratete die Tochter eines Zigarrenfabrikanten der Firma Engelhardt & Biermann.
1896 lieferte er deutsche Maschinenkataloge an das japanische Konsulat in Berlin. Seine Firma war auch Herausgeber zweier ostasiatischer Exportzeitschriften. 1897 reiste Nößler ein halbes Jahr durch China und Japan und richtete Verlagsagenturen unter anderem in Tokio und Schanghai ein. 1900 wurde er japanischer Honorarkonsul in Bremen. Seit 1906 vertraute er als Konsul auch Korea. Die Firma vertiefte nunmehr das Exportgeschäft zu diesen Ländern und übernahm die Hauptagentur für die Kaiserlich-Japanische See- und Transport-Versicherungs-Gesellschaft. Weitere Ostasienreisen durch Nößler folgten 1902. Buch-, Kunst-, Schreibwaren- und Musikalienhandlungen entstanden in Schanghai und Jokohama. 1904 setzte er sich dafür ein, dass 720 japanische Flüchtlinge aus Sibirien in Deutschland untergebracht wurden und über Bremerhaven wieder nach Japan reisen konnten. Sein Exportgeschäft befand sich seit 1907 Am Wall Nr. 108 und seit 1912 in der Kaiser-Friedrich-Straße Nr. 11A. 1912 erwarb er sein Landhaus in Baden (Achim), wo schon sein Bruder Eduard ein Haus besaß. Infolge der Umbrüche in Ostasien verlor er die Buchhandlungen in China und Japan und bedingt durch den Ersten Weltkrieg legte er 1914 sein japanisches Konsulat nieder.
1923 erlosch seine Firma. Die Buchhandlung in Schanghai wurde bis 1944 durch einen anderen Eigentümer noch betrieben.